# Cumbia Andina
Die Cumbia Andina, auch Chicha genannt, ist eine ursprünglich peruanische Musikform, die sich aber auch in anderen Ländern Lateinamerikas etabliert hat.
Sie entstand Ende der 1970er Jahre, Anfang der 1980er Jahre in den Barriadas von Lima aus einer Verbindung zwischen dem peruanischen Huayno, der kolumbianischen Cumbia und Rockelementen. Bei der Cumbia Andina wird der Sänger oder seltener auch die Sängerin von elektrischen Gitarren, E-Bass, Keyboard oder Synthesizer, sowie Perkussionsinstrumenten wie Bongos und Timbales begleitet. Die Liedtexte beschäftigen sich häufig mit der Situation und den Problemen der indigenen aus den Anden nach Lima ausgewanderten Bevölkerung, die zum großen Teil in den Barriadas von Lima lebt.
Mitte der 1990er Jahre entstand als Form der Cumbia Andina die Techno-Cumbia (spanisch: tecnocumbia) mit Elementen aus Techno, Reggae und Salsa.
Wichtige Vertreter der Cumbia Andina sind u. a.:
- Chacalón & La Nueva Crema
- Grupo Celeste
- Los Destellos
- Los Shapis
- Los Mirlos
- Agua Bella
- Agua Marina
- Chacalón Jr.
- Pascualillo Coronado
- Felix Navarro
- Ranil y su Conjunto Tropical
- Vico y su Grupo Karicia
- Toño Centella
- Pity Coronado
- Donnie Yaipén

Seit 2013 entwickelt die Band Xixa aus Arizona mit zunehmendem Erfolg ihre eigene Version von Chicha.